# كارل جاي لورانس
كارل جاي لورانس (بالإنجليزية: Karl J. Lawrence)‏ هو لاعب كرة قاعدة أمريكي، ولد في 8 مايو 1901 في داكوتا الشمالية في الولايات المتحدة، وتوفي في 11 يناير 1992 في هاميلتون في الولايات المتحدة.

## وصلات خارجية
- كارل جاي لورانس على موقع كلية كرة السلة في سبورتس رفرنس.كوم (الإنجليزية)